# Liste bekannter Schüler und Lehrer des Melanchthon-Gymnasiums Nürnberg
Diese Liste enthält bekannte Schüler und Lehrer des Melanchthon-Gymnasiums Nürnberg.

## Liste bekannter Schüler des Melanchthon-Gymnasiums Nürnberg
| Name                                      | Geburtsdatum  | Sterbedatum   | Beginn der Schulzeit | Ende der Schulzeit | Beschreibung | Bemerkungen | Bild | Quellen     |
| ----------------------------------------- | ------------- | ------------- | -------------------- | ------------------ | --- | --- | ---- | ----------- |
| Johann Christoph Arnschwanger             | 28. Dez. 1625 | 10. Dez. 1696 |                      | 1644               | evangelischer Pfarrer und Kirchenliederdichter | |      |             |
| Friedrich Bauer                           | 14. Juni 1812 | 13. Dez. 1874 |                      |                    | Theologe, Pädagoge und Germanist | |      |             |
| Walter Bauer-Wabnegg                      | 13. Apr. 1954 |               |                      | 1974               | Medienwissenschaftler und Präsident der Universität Erfurt | |      |             |
| Rudolf Benario                            | 20. Sep. 1908 | 12. Apr. 1933 | 1918                 | 1922               | Volkswirt, gilt zusammen mit Ernst Goldmann und Arthur Kahn als erster in einem nationalsozialistischen KZ ermordeter Jude | |      |             |
| Wilhelm Raimund Beyer                     | 2. Mai 1902   | 6. Okt. 1990  |                      |                    | Jurist, Rechtsphilosoph, Hegel-Forscher und Gründer der „Internationalen Hegel-Gesellschaft“ | |      |             |
| Sigmund von Birken                        | 25. Apr. 1626 | 12. Juni 1681 | 1632                 |                    | protestantischer Dichter, Schriftsteller und Übersetzer des Barock, Mitglied unter anderem des Pegnesischen Blumenordens | |      | [ 1 ]       |
| Gustav Blumröder                          | 14. Juni 1812 | 13. Dez. 1874 |                      |                    | Theologe, Pädagoge und Germanist | |      |             |
| Friedrich Bock                            | 26. Mai 1886  | 2. Okt. 1964  |                      |                    | Altphilologe, Bibliothekar und Schriftsteller, 1921 bis 1951: Direktor der Stadtbibliothek Nürnberg | |      | [ 2 ]       |
| Franz Böhm                                | 16. März 1903 | März 1946     | 1923                 |                    | Philosoph und Hochschullehrer an der Reichsuniversität Straßburg | |      |             |
| Ernst von Braun                           | 29. Feb. 1788 | 11. Aug. 1863 |                      | 1806               | Jurist, Minister im Herzogtum Sachsen-Altenburg | |      |             |
| Andreas Brombierstäudl                    | 10. Juni 1915 | 20. Sep. 2012 |                      |                    | Lehrer und Heimatforscher | |      |             |
| Karl Heinrich Caspari                     | 16. Feb. 1815 | 10. Mai 1861  |                      |                    | Geistlicher, Theologe und Schriftsteller | |      |             |
| Georg Friedrich Daumer                    | 5. März 1800  | 13. Dez. 1875 |                      | 1817               | Religionsphilosoph und Lyriker, Erzieher Kaspar Hausers | war auch Lehrer der Schule                                                                                             |      |             |
| Ernst Deuerlein                           | 9. Sep. 1918  | 26. Nov. 1971 |                      | 1939               | Professor für Geschichte und Kunstgeschichte an der Philosophisch-Theologischen Hochschule Dillingen, für Wirtschafts- und Sozialgeschichte an der WiSo-Fakultät der Universität Erlangen-Nürnberg und für Neuere und Neueste Geschichte an der Ludwig-Maximilians-Universität München | |      |             |
| Johann Augustin Dietelmair                | 2. Apr. 1717  | 6. Apr. 1785  |                      |                    | Theologe, Theologie-Professor und Rektor der Universität Altdorf | |      |             |
| Hermann Dietzfelbinger                    | 14. Juli 1908 | 15. Nov. 1984 |                      |                    | Theologe, EKD-Vorsitzender und Bayerischer Landesbischof | |      |             |
| Hugo Distler                              | 24. Juni 1908 | 1. Nov. 1942  |                      |                    | Komponist und evangelischer Kirchenmusiker | |      |             |
| Johann Gabriel Doppelmayr                 | 27. Sep. 1677 | 1. Dez. 1750  |                      | 1696               | Astronom | war auch Lehrer der Schule                                                                                             |      |             |
| Rudolf Dumont du Voitel                   | 29. Apr. 1916 | 2. Aug. 2011  |                      |                    | Journalist und Lyriker, Vorstandsmitglied der Europa-Union und Mitglied des Pegnesischen Blumenordens | |      | [ 3 ]       |
| Johann Conrad Dürr                        | 26. Nov. 1625 | 4. Juli 1677  |                      | 1643               | Theologe und Hochschullehrer | |      |             |
| Christian Enzensberger                    | 24. Dez. 1931 | 27. Jan. 2009 |                      |                    | Anglist, Übersetzer und Schriftsteller | Bruder von Hans Magnus Enzensberger und Ulrich Enzensberger                                                            |      |             |
| Hans Magnus Enzensberger                  | 11. Nov. 1929 | 24. Nov. 2022 | 1940                 | 1944               | Dichter, Schriftsteller, Herausgeber, Übersetzer und Redakteur | Bruder von Christian Enzensberger und Ulrich Enzensberger                                                              |      | [ 4 ]       |
| Ulrich Enzensberger                       | 2. Dez. 1944  |               |                      |                    | Schriftsteller und Übersetzer, auch „Kommunarde“ der Kommune I | Bruder von Christian Enzensberger und Hans Magnus Enzensberger                                                         |      |             |
| Samuel Faber                              | 3. März 1657  | 10. Apr. 1716 |                      |                    | Rektor und Schriftsteller | später auch Rektor am Gymnasium, Sohn des früheren Lehrers Johann Ludwig Faber, Mitglied des Pegnesischen Blumenordens |      |             |
| Johann Conrad Feuerlein                   | 2. Aug. 1725  | 28. Jan. 1788 | 1731                 | 1742               | Jurist und Konsulent | |      |             |
| Paul Jakob von Feuerlein                  | 5. Juni 1752  | 11. März 1811 | 1760                 | 1768               | Jurist und Konsulent des Rats der Reichsstadt Nürnberg | |      |             |
| Wolfdietrich Fischer                      | 25. März 1928 | 27. Mai 2013  |                      | 1947               | Arabist | |      |             |
| Ernst Fischermeier                        | 3. Nov. 1952  |               |                      | 1971               | Richter am Bundesarbeitsgericht | |      |             |
| Christoph Fürer von Haimendorf            | 11. Juli 1663 | 3. Mai 1732   |                      |                    | kaiserlicher Rat, Ratsherr der Reichsstadt Nürnberg, war ein Dichter in der Übergangszeit von Barock und Aufklärung | |      | [ 5 ]       |
| Johann Burkhard Geiger                    | 5. Feb. 1743  | 13. Sep. 1809 |                      | 1759               | Rechtswissenschaftler und Hochschullehrer | |      |             |
| Wolfgang Giese                            | 6. Feb. 1939  |               |                      | 1960               | Historiker | besuchte denselben Jahrgang wie Tilo Prückner                                                                          |      |             |
| Christoph Friedrich Geiger                | 23. März 1712 | 7. Sep. 1767  |                      | 1730               | Jurist und Hochschullehrer an der Universität Marburg | |      |             |
| Herwig Gössl                              | 22. Feb. 1967 |               |                      | 1986               | Erzbischof von Bamberg | |      |             |
| Oskar Grether                             | 16. Dez. 1902 | 3. Aug. 1949  |                      | 1922               | Theologe und Hochschullehrer an der Universität Erlangen | |      |             |
| Nicolaus Hieronymus Gundling              | 25. Feb. 1671 | 9. Dez. 1729  |                      | 1689               | Universalgelehrter, Aufklärer und Rektor an der Universität Halle, einer der Begründer der Lehre vom Geistigen Eigentum und einer der bedeutendsten Naturrechtslehrer des 18. Jahrhunderts                                                                                             | |      |             |
| Leo Hauck                                 | 29. Mai 1874  | 1. Nov. 1945  |                      |                    | Arzt und Professor für Haut- und Geschlechtskrankheiten | |      |             |
| Johann Christoph Held                     | 21. Dez. 1791 | 21. März 1873 |                      |                    | Klassischer Philologe und Pädagoge | |      |             |
| Otto Heller                               | 19. Nov. 1883 | ?             |                      |                    | Jurist, Landrat, Oberregierungsrat | |      |             |
| Gerhard Hirschmann                        | 10. Nov. 1918 | 19. Juli 1999 |                      |                    | Archivar, Historiker, 1970 bis 1983 Direktor des Stadtarchivs Nürnberg | |      |             |
| Ernst Christoph Hochmann von Hochenau     | 1670          | Jan. 1721     |                      |                    | mystisch-separatistischer Pietist | |      |             |
| Hanns Hubert Hofmann                      | 6. Nov. 1922  | 5. Juni 1978  | 1933                 | 1940               | Historiker | |      |             |
| Christoph Siegmund von Holzschuher        | 30. Nov. 1729 | 12. Okt. 1779 |                      | 1748               | Patrizier, Amtmann und Historiker | |      |             |
| Otto P. Hornstein                         | 22. Jan. 1926 | 19. März 2018 |                      |                    | Dermatologe und Direktor der Hautklinik der Universität Erlangen-Nürnberg | |      |             |
| Wolfgang Jäger                            | 22. Dez. 1734 | 30. Mai 1795  | 1749                 | 1752               | Klassischer Philologe, Historiker und Hochschullehrer | |      |             |
| Berthold Kellermann                       | 5. März 1853  | 14. Juni 1926 | 1864                 | 1869               | Pianist, Klavierpädagoge, Dirigent und Hochschullehrer | |      | [ 6 ]       |
| Hermann Kesten                            | 28. Jan. 1900 | 3. Mai 1996   |                      | 1919               | jüdischer Schriftsteller, Cheflektor des Kiepenheuer-Verlags in Berlin (1927–1933), einer der Hauptvertreter der literarischen „Neuen Sachlichkeit“ während der 1920er Jahre in Deutschland                                                                                            | |      |             |
| Johann Carl König                         | 10. März 1705 | Dez. 1753     |                      | 1724               | Rechtswissenschaftler und Hochschullehrer | |      |             |
| Peter Kolb                                | 10. Okt. 1675 | 31. Dez. 1726 | 1696                 |                    | Lehrer und Völkerkundler | |      |             |
| Georg Friedrich Kordenbusch von Buschenau | 15. Aug. 1731 | 3. Apr. 1802  |                      | 1750               | Mediziner und Astronom | |      |             |
| Christoph Carl Kress von Kressenstein     | 10. Jan. 1723 | 14. März 1791 |                      |                    | Jurist und Bürgermeister von Nürnberg | |      |             |
| Fitzgerald Kusz                           | 17. Nov. 1944 |               |                      |                    | Schriftsteller | |      |             |
| Julian Langner                            | 2. Juli 1966  |               |                      | 1985               | Bundesbankdirektor | |      | [ 7 ]       |
| Jonas Lanig                               | 10. März 1950 | 11. März 2019 |                      | 1969               | Gymnasiallehrer, Nürnberger GEW-Vorsitzender und Politiker (SPD) | |      | [ 8 ] [ 9 ] |
| Wilhelm Löhe                              | 21. Feb. 1808 | 2. Jan. 1872  |                      |                    | evangelisch-lutherischer Theologe, 1837 Pfarramt in Neuendettelsau, das er zum Zentrum der Diakonie und einer weltweiten Mission machte | |      |             |
| Johann Christoph Martini                  | 14. Okt. 1732 | 5. Mai 1804   |                      |                    | evangelischer Geistlicher und Kirchenhistoriker | |      |             |
| Hans Meiser                               | 16. Feb. 1881 | 8. Juni 1956  |                      |                    | evangelischer Theologe, Pfarrer und von 1933 bis 1955 erster Landesbischof der Evangelisch-Lutherischen Kirche in Bayern | |      |             |
| Johann Siegmund Mörl                      | 3. März 1710  | 22. Feb. 1791 |                      |                    | evangelischer Theologe, erster Prediger der Kirche St. Sebald (Nürnberg), Bibliothekar, Antistes des Geistlichen Ministerium und Professor am Aegidianum | war auch Lehrer der Schule für Alt-Griechisch                                                                          |      |             |
| Ernst Müller-Meiningen                    | 11. Aug. 1866 | 1. Juni 1944  |                      | 1886               | bayerischer Justizminister, Senatspräsident am Bayerischen Obersten Landesgericht und Reichstagsabgeordneter, zudem Präsident des TSV 1860 München | |      |             |
| Georg Christoph Munz                      | 19. März 1691 | 13. Feb. 1768 |                      | 1709               | Geistlicher, Gymnasiallehrer Kirchenlieddichter, Mitglied des Pegnesischen Blumenordens | |      |             |
| Georg Neithardt                           | 31. Jan. 1871 | 1. Nov. 1941  |                      |                    | Richter am Bayerischen Volksgericht, verantwortlich für den Hochverratsprozess gegen Adolf Hitler im Jahre 1924 (Hitlerputsch) | |      |             |
| Julius Nürnberger                         | 30. Mai 1883  | 24. Jan. 1952 |                      | 1902               | Rechtsanwalt und Mitglied des Bayerischen Senats | |      |             |
| Magnus Daniel Omeis                       | 6. Sep. 1646  | 22. Nov. 1708 |                      |                    | Poet, Philosoph, 1667 Mitglied des Pegnesischen Blumenordens | |      |             |
| Christoph Peller von und zu Schoppershof  | 28. Nov. 1630 | 25. März 1711 |                      | 1649               | Jurist, Diplomat, Prokanzler der Universität Altdorf | |      |             |
| Christoph Wilhelm Friedrich Penzenkuffer  | 25. Jan. 1768 | 25. Okt. 1828 | 1779                 | 1787               | Geistlicher | war auch Lehrer der Schule für Französisch                                                                             |      |             |
| Johann Philipp Pfeiffer                   | 16. Feb. 1645 | 10. Sep. 1695 |                      | 1663               | Philologe, Bibliothekar und Theologe | |      |             |
| Ulrike Protzer                            | 2. Nov. 1962  |               | 1973                 | 1982               | Professorin für Virologie | |      | [ 10 ]      |
| Tilo Prückner                             | 26. Okt. 1940 | 2. Juli 2020  |                      | 1960               | Schauspieler und Autor | besuchte denselben Jahrgang wie Wolfgang Giese                                                                         |      |             |
| Georg Friedrich Puchta                    | 31. Aug. 1798 | 8. Jan. 1846  | 1811                 | 1816               | Rechtswissenschaftler | |      |             |
| Christian Rechholz                        | Sep. 1972     |               |                      |                    | Politiker und Bundesvorsitzender der ÖDP | |      |             |
| Andreas Rehberger                         | 18. Nov. 1716 | 16. Mai 1769  | 1723                 |                    | Geistlicher und Kirchenlieddichter | |      |             |
| Lukas Friedrich Reinhard                  | 7. Feb. 1623  | 27. Mai 1688  |                      | 1638               | Theologe, Geistlicher und Kirchenlieddichter | |      |             |
| Rio Reiser (als Ralph Christian Möbius)   | 9. Jan. 1950  | 20. Aug. 1996 | 11. Januar 1961      | 5. Juni 1965       | Sänger, Musiker, Komponist, Liedtexter und Schauspieler, Sänger und Haupttexter der Band Ton Steine Scherben | |      |             |
| Johann Friedrich Riederer                 | 20. Feb. 1678 | 25. Juni 1734 | 1683                 | 1692               | Dichter | |      |             |
| Johann Leonhard Rost                      | 14. Aug. 1688 | 22. März 1727 | 1703                 |                    | Autor von Romanen, Briefstellern und anderen galanten Texten sowie Astronom | |      |             |
| Georg Rückert                             | 16. Aug. 1914 | 31. Aug. 1988 |                      | 1933               | evangelischer Pfarrer und Gründer des Augustinums | |      |             |
| Thomas Schadt                             | 31. Jan. 1957 |               |                      | 1976               | Regisseur, Produzent, Kameramann, Autor und Fotograf | besuchte denselben Jahrgang wie Helge Weingärtner                                                                      |      |             |
| Nicolaus Schwebel                         | 19. Aug. 1713 | 7. Dez. 1773  |                      |                    | Klassischer Philologe, Dichter und Pädagoge | später auch Schulleiter                                                                                                |      |             |
| Alfons Stauder                            | 12. Apr. 1878 | 17. Dez. 1937 |                      |                    | Mediziner und Ärzteschaftsfunktionär | |      |             |
| Klaus Stern                               | 11. Jan. 1932 |               |                      |                    | Rechtswissenschaftler und Professor für Öffentliches Recht, Allgemeine Rechts- und Verwaltungslehre sowie Richter am Verfassungsgerichtshof des Landes Nordrhein-Westfalen a. D.; Stern gilt als einer der renommiertesten Staatsrechtler Deutschlands                                 | |      |             |
| Rudolf Stich                              | 19. Juli 1875 | 18. Dez. 1960 |                      | 1894               | Chirurg und Hochschullehrer | |      |             |
| Otto Stromer von Reichenbach              | 7. Aug. 1831  | 11. Sep. 1891 |                      |                    | 1867 bis 1891 Erster Bürgermeister der Stadt Nürnberg, Mitglied des Pegnesischen Blumenordens | |      |             |
| Wolfgang Trillhaas                        | 31. Okt. 1903 | 24. Apr. 1995 | 1913                 | 1922               | Ordinarius für Praktische Theologie und Systematik in Erlangen und Göttingen | |      |             |
| Rainer Trinczek                           | 28. Juli 1958 |               | 1968                 | 1977               | Ordinarius für Soziologie in München, später Erlangen | |      |             |
| Andreas Urschlechter                      | 2. März 1919  | 19. Apr. 2011 |                      |                    | Jurist und Politiker, 1957 bis 1987 Oberbürgermeister der Stadt Nürnberg | |      |             |
| Ferdinand Wilhelm Weber                   | 22. Okt. 1836 | 10. Juli 1879 | 1850                 | 1855               | Theologe und Judaist | |      |             |
| Helge Weingärtner                         | 28. Mai 1959  |               |                      | 1976               | Kunsthistoriker, Schriftsteller und Lexikograph | besuchte denselben Jahrgang wie Thomas Schadt                                                                          |      | [ 11 ]      |
| Johann Georg August Wirth                 | 20. Nov. 1798 | 26. Juli 1848 |                      |                    | Jurist, Schriftsteller und Politiker des Vormärz | |      |             |
| Georg Witschel                            | 10. Mai 1954  |               |                      | 1973               | Diplomat, ehemaliger deutscher Botschafter in Kanada, Indonesien, Osttimor und Brasilien | |      |             |
| Johann Paul Wurfbain                      | 14. Sep. 1655 | 13. Jan. 1711 |                      |                    | Mediziner | Schüler des Rektors Johann Held                                                                                        |      | [ 12 ]      |

## Liste bekannter Lehrer des Melanchthon-Gymnasiums Nürnberg
| Name                                          | Geburtsdatum  | Sterbedatum   | Beginn Tätigkeit am Gymnasium | Ende Tätigkeit am Gymnasium | Beschreibung | Bemerkungen | Bild | Quellen       |
| --------------------------------------------- | ------------- | ------------- | ----------------------------- | --------------------------- | --- | --- | ---- | ------------- |
| Siegmund Jakob Apinus (auch: Sigismund Biene) | 7. Juni 1693  | 24. März 1732 | 1722                          | 1729                        | deutscher Philologe und Pädagoge | ab 1722 Professor der Logik und Metaphysik |      |               |
| Hansjörg Biener                               | 24. Dez. 1961 |               | ?                             | ?                           | Medienjournalist, evangelischer Theologe | Professor für Fachdidaktik an der Universität Erlangen-Nürnberg                                                                                           |      |               |
| Simon Bornmeister                             | 31. Mai 1632  | 8. Dez. 1688  | 1683                          | 1687                        | deutscher lutherischer Theologe und Dichter von Kirchenliedern, Mitglied des Pegnesischen Blumenordens                                                             | Professor für Geschichte am Egidiengymnasium |      |               |
| Wolfgang Breitwieser                          | 24. Okt. 1934 | 21. Dez. 2000 | ?                             | ?                           | deutscher Übersetzer | Lehrer für Deutsch und Englisch |      |               |
| Georg Friedrich Daumer                        | 5. März 1800  | 13. Dez. 1875 | 1823                          | 1828                        | deutscher Religionsphilosoph und Lyriker, Erzieher Kaspar Hausers                                                                                                  | war auch Schüler der Schule |      |               |
| Johann Gabriel Doppelmayr                     | 27. Sep. 1677 | 1. Dez. 1750  | 1704                          | ?                           | deutscher Astronom | Professur für Mathematik am Gymnasium, war auch Schüler der Schule                                                                                        |      |               |
| Johann Ludwig Faber                           | 1635          | 28. Nov. 1678 | 1670                          | 28. Nov. 1678               | deutscher Kirchenlieddichter | Vater des späteren Rektors Samuel Faber |      |               |
| Karl Christian Christoph Fikenscher           | 1798          | 1857          | 1824                          | ?                           | deutscher Theologe, Mitglied des Pegnesischen Blumenordens | 1824 Professor, Lehrer von Wilhelm Löhe |      |               |
| Johann Christoph Gatterer                     | 13. Juli 1727 | 5. Apr. 1799  | 1752                          | 1759                        | deutscher Historiker in der Zeit der Aufklärung | Gymnasiallehrer und Professor für Reichshistorie und Diplomatik am Gymnasium Aegidianum                                                                   |      |               |
| Joachim Heller                                | 1518          | 1590          | 1546                          | 1563                        | deutscher Lehrer und Schulleiter, Kalenderschreiber, Astronom und Komponist                                                                                        | übernahm 1546 die Professur für Mathematik, war zuvor auch Rektor am Gymnasium                                                                            |      | [ 13 ]        |
| Johann Herdegen                               | 21. Juli 1692 | 15. Feb. 1750 | 10. März 1739                 | ?                           | deutscher Theologe, Historiograph, Mitglied des Pegnesischen Blumenordens                                                                                          | ab 1739 Professur für Logik, ab 1742 auch die für Hebräisch am Egidianum, Verfasser eines Geschichtswerks über den Pegnesischen Blumenorden               |      |               |
| Helius Eobanus Hessus                         | 6. Jan. 1488  | 4. Okt. 1540  | ?                             | ?                           | deutscher evangelischer Humanist, gilt als einer der größten neulateinischen Dichter seiner Zeit                                                                   | Lehrer der Poetik, 1532 verherrlichte er Nürnberg in seiner Noriberga illustrata                                                                          |      |               |
| Wolfgang Jäger                                | 22. Dez. 1734 | 30. Mai 1795  | 1762                          | 1773                        | deutscher klassischer Philologe, Historiker und Hochschullehrer | |      |               |
| Georg Kerschensteiner                         | 29. Juli 1854 | 15. Jan. 1932 | 1883                          | 1885                        | Pädagoge und Begründer der Arbeitsschule | Lehrer für Mathematik und Physik |      |               |
| Georg Moritz Lowitz                           | 17. Feb. 1722 | 24. Aug. 1774 | 1751                          | 1755                        | deutscher Astronom und Geograph | Professur für Mathematik am Gymnasium |      |               |
| Gustav Philipp Mörl                           | 3. März 1710  | 22. Feb. 1791 | 1724                          | 1750                        | deutscher evangelischer Theologe, Bibliothekar, Antistes des Geistlichen Ministerium                                                                               | war auch Schüler der Schule |      |               |
| Johann Siegmund Mörl                          | 26. Dez. 1673 | 7. Mai 1750   | 1765                          | 1770                        | deutscher evangelischer Theologe, erster Prediger der Kirche St. Sebald (Nürnberg), Bibliothekar, Antistes des Geistlichen Ministerium und Professor am Aegidianum | war auch Schüler der Schule |      |               |
| Joachim Negelein                              | 9. Sep. 1675  | 24. Juni 1749 | 1724                          |                             | deutscher evangelischer Theologe | Präsident des Pegnesischen Blumenordens |      |               |
| Christoph Wilhelm Friedrich Penzenkuffer      | 25. Jan. 1768 | 25. Okt. 1828 | 1806                          | 1824                        | deutscher Geistlicher | Professur für Französisch am Gymnasium, war auch Schüler der Schule                                                                                       |      |               |
| Johann Piccart                                | 1540          | 28. Sep. 1584 | 1575                          | 1580                        | Geistlicher und Theologe | Professor für Theologie |      |               |
| Christoph August Reichel                      | 4. Juli 1715  | 10. Feb. 1774 | 1758                          | 1771                        | Kirchenlieddichter, Geistlicher und Gymnasiallehrer | Professor der Beredsamkeit und Dichtkunst |      |               |
| Michael Roting                                | 1494          | 1588          | 1526                          | 1572                        | deutscher Lehrer und Schulleiter | war später auch Rektor am Gymnasium, Tischgenosse Philipp Melanchthons                                                                                    |      | [ 14 ]        |
| Hannelore Schlaffer                           | 6. Aug. 1939  |               | 1965                          | 1967                        | deutsche Germanistin und Essayistin | |      |               |
| Johannes Schöner                              | 16. Jan. 1477 | 16. Jan. 1547 | 1526                          | 1547                        | deutscher Mathematiker, Geograph, Kartograf, Astronom, Astrologe sowie Drucker und Herausgeber wissenschaftlicher Werke                                            | erster Professor für Mathematik am Egidiengymnasium, war später auch Rektor am Gymnasium                                                                  |      | [ 15 ] [ 16 ] |
| Peter Schönlein                               | 16. März 1939 | 30. Nov. 2016 | 1968                          | 1970 (?)                    | deutscher Kommunalpolitiker der SPD, 1987 bis 1996 Oberbürgermeister der Stadt Nürnberg                                                                            | |      |               |
| Adam Rudolf Solger                            | 1. Okt. 1693  | 23. Nov. 1770 | 1742                          | ?                           | Geistlicher in Nürnberg | Ernennung zum Professor der Kirchen- und Gelehrtengeschichte                                                                                              |      |               |
| Karl von Staudt                               | 24. Jan. 1798 | 1. Juni 1867  | 1827                          | ?                           | deutscher Mathematiker | 1827 Ernennung zum Professor am Melanchthon-Gymnasium und an der Städtischen Polytechnischen Schule, heute Technische Hochschule Nürnberg Georg Simon Ohm |      |               |
| Christian Wurm                                | 27. Dez. 1801 | 12. Okt. 1861 | 1824                          | 1835                        | deutscher Philologe und Lexikograf | 1824 Ernennung zum Professor am Melanchthon-Gymnasium |      |               |